# Proces kiblowy
Proces kiblowy – charakterystyczny rodzaj procesu sądowego dla okresu stalinowskiego w Polsce (1944–1956). Nazwa wzięła się stąd, że proces oskarżonego odbywał się nie na sali sądowej, lecz w celi więziennej. Sędzia, ławnicy i ewentualnie inne osoby zajmowały krzesła lub prycze. W tej sytuacji sądzonemu jako jedyne miejsce do siedzenia pozostawał więc sedes.
Procesy kiblowe były przeprowadzane z naruszeniem zasad rzetelnego procesu: m.in. brak obrońców, rozprawa przeprowadzana poza salą sądową. Zazwyczaj wyrok był znany już przed rozprawą; często zapadały w ten sposób wyroki śmierci dla członków podziemia. Faktycznie były to mordy sądowe.
Sędziowie orzekający w procesach kiblowych praktycznie uniknęli odpowiedzialności za swoje zbrodnie.